# 小行星5306
小行星5306（5306 Fangfen）是一颗绕太阳运转的小行星，为主小行星带小行星。该小行星于1980年1月25日发现。

## 轨道参数
小行星5306的轨道半长轴为2.8560984 UA，离心率为0.067。